# A Chorus Line
A Chorus Line è un musical concepito, diretto e coreografato da Michael Bennett, con musiche di Marvin Hamlisch e testi di Edward Kleban. Il libretto è di James Kirkwood Jr. e Nicholas Dante. Il musical è stato concepito basandosi su diversi workshop registrati con ballerini di Broadway, 8 dei quali entrarono a far parte del cast originale.
Andò in scena per la prima volta Off-Broadway al The Public Theater il 21 maggio 1975, per debuttare successivamente a Broadway il 25 luglio dello stesso anno allo Shubert Theatre. Rimase in scena fino al 28 aprile 1990, dopo 6.137 repliche, consacrandosi come lo show più longevo a Broadway. Il record fu superato da Cats nel 1997.
A Chorus Line ricevette nel 1975 12 nomination per i Tony Award, vincendone 9: miglior musical, miglior attrice (Donna McKechnie), miglior attore non protagonista (Sammy Williams), miglior attrice non protagonista (Kelly Bishop), miglior regista (Michael Bennett), miglior libretto di musical (Dante e Kirkwood), migliori musiche (Hamlisch e Kleban), miglior design di luci (Tharon Musser) e miglior coreografo (Michael Bennett e Bob Avian). Vinse anche il premio Pulitzer per la drammaturgia nel 1976, uno dei soli nove musical.
A Chorus Line fece anche una tournée, compresa un'esibizione al Pantages Theatre a Hollywood. Il 6 ottobre 2006 A Chorus Line è tornato in scena a Broadway in una versione rivisitata.

## Trama
L'ambientazione è quella di un teatro di Broadway a New York. Alcuni giovani pieni di speranze stanno facendo dei provini per un lavoro come ballerini di fila in un musical. "A Chorus Line" inizia nel mezzo di una coreografia jazz che il coreografo Zach sta spiegando ai ballerini. Mentre continua l'audizione, i ballerini cantano i loro timori e la speranza di ricevere il lavoro (I Hope I Get It). 
Dopo aver giudicato i ballerini, Zach procede ad eliminarne la maggior parte, lasciandone 17, 9 ragazze e 8 ragazzi, che si sistemano in fila. Larry, l'assistente di Zach, raccoglie le loro foto e i loro curriculum; i ballerini procedono dicendo il loro nome, la loro età e la loro città di provenienza uno ad uno, incominciando da Don, per finire con Diana. 
Al termine della presentazione di Diana, Zach le chiede di continuare dicendogli come ha cominciato a ballare, ma lei presa alla sprovvista non riesce a rispondergli, Zach la fa quindi tornare nella linea e interroga quindi Mike. Egli gli racconta della sua numerosa famiglia e di come abbia iniziato a ballare perché sua sorella aveva iniziato a ballare (I Can Do That). Il prossimo a raccontare la sua storia è Bobby, che parla dei suoi problemi a scuola, di come fosse un ragazzo strano e dei suoi pensieri suicidi, tra una storia e l'altra gli altri ballerini cantano la loro agitazione e pensano a cosa possono raccontare (...And). 
A seguire c'è Sheila che, rispondendo in modo "aggressivo" alle domande di Zach, si lascia sfuggire di aver iniziato a ballare per sfuggire ai problemi della sua famiglia, in particolare al padre che tradiva la moglie. A Sheila si aggiunge Bebe che confessa di aver iniziato a ballare perché si sentiva poco attraente, ma tutti sono più belli quando ballano. Infine, a loro due, si aggiunge Maggie, che racconta di come sia nata per salvare il matrimonio dei genitori ma senza riuscirci (At The Ballet). 
La prossima a presentarsi è Kristine, ma è troppo agitata per parlare quindi si fa aiutare dal marito Al, anche lui ballerino. Kristine è sempre stata bravissima a ballare, ma ciò che le impediva di avere successo è che non è mai stata capace di cantare, poiché non riusciva a distinguere le note alte da quelle basse (Sing!). Dopo di loro inizia una canzone della durata di venti minuti divisa in quattro parti (Hello 12, Hello 13, Hell Love/Nothing/Mother/Gimme The Ball) chiamata genericamente Montage, dove alcuni dei ballerini rimasti raccontano la loro storia interrompendosi a vicenda e con alcuni brani di gruppo in mezzo. Il tema della canzone è l'adolescenza e inizia con Mark, che racconta di come leggesse sempre da giovane un libro di medicina del padre, libro che lo portò a pensare di avere la gonorrea quando aveva semplicemente avuto un "sogno bagnato" adolescenziale. Mark cede la parola a Connie, una donna asiatica frustrata perché fin dall'adolescenza non è mai cresciuta di un pollice e temeva che questo potesse ostacolare il suo futuro da ballerina. 
La parola passa a Diana che racconta dei problemi che aveva alle superiori con il professore di recitazione Karp. Diana passa il testimone a Don che a 15 anni mentì sulla sua età per lavorare in un nightclub, dove fece amicizia con una spogliarellista. la prossima a parlare è Judy che racconta di aver rasato sua sorella, di essersi trasferita, di provare imbarazzo per sua madre e di come si esercitava a baciare con la sua amica Leslie. La parola passa a Greg che parla dei suoi problemi a nascondere le sue continue erezioni a scuola e di come abbia scoperto di essere omosessuale. 
L'ultimo a parlare è Richie, un ragazzo pieno di interessi che però non sa cosa vuole fare in futuro. Terminato il montaggio, prende la parola Val: i suoi ripetuti tentativi di diventare una Rockette o una star di Broadway hanno un unico ostacolo: lei è «brutta come il peccato» e «piatta come un pancake», quindi, nonostante ballasse sempre meglio di tutte le altre, veniva sempre scartata. Risolse questo problema con diverse operazioni di chirurgia plastica (Dance:10, Looks:3). 
Il prossimo ad essere interrogato è Paul che si dimostra molto schivo e timido, Zach decide quindi di dare a tutti un paio di minuti di pausa. Rimane sul palco Cassie, un'ex ballerina professionista che dopo aver lasciato la compagnia di Zach è ritornata per bisogno di lavorare, accontentandosi di ballare come una ballerina di fila (The Music And The Mirror). Zach si dimostra molto aggressivo con lei ritenendola «troppo brava per la fila». Zach la lascia andare in pausa e al suo posto sale sul palco Paul, che rimanendo da solo con Zach riesce ad aprirsi più facilmente, raccontandogli di come aveva deluso i suoi genitori dopo che lo avevano riconosciuto in uno spettacolo di travestiti. 
I ballerini tornano sul palco con dei cappelli che usano per provare la coreografia che gli otto di loro che verranno scelti balleranno negli spettacoli (One - Rehearsal). Zach voleva che i ballerini fossero tutti perfettamente uguali e nessuno attirasse l'attenzione su di sé, ma Cassie non riesce a trattenere il suo istinto da professionista e si distingue dagli altri accentuando i movimenti. Dopo essere stata corretta diverse volte decide di accontentare Zach ballando la coreografia come tutti gli altri, Zach allora la prende in disparte e le chiede se è veramente questo quello che vuole mostrando gli altri che si muovono come robot, tutti perfettamente uguali. Zach ancora non sa chi scegliere quindi decide di fargli fare la combinazione di tip tap. Sfortunatamente durante un giro, Paul cade e si rompe una gamba ed è costretto ad essere trasportato in ospedale. I rimanenti ballerini discutono poi con Zach su cosa vuol dire per lor essere ballerini e di quello che farebbero se dovessero smettere di ballare il giorno stesso (What I Did For Love). 
Zach è quindi pronto a eliminare 8 di loro lasciando infine: Cassie, Val, Diana, Richie, Mike, Mark, Judy e Bobby. Nel finale tutti e 17 ballano una versione estesa della canzone ballata in precedenza (One - Finale).

## Numeri musicali
- I Hope I Get It (Cast)
- I Can Do That (Mike)
- At the Ballet (Sheila, Bebe, Maggie)
- Sing! (Al, Kristine e il cast)
- Montage, Parte 1: Hello Twelve, Hello Thirteen, Hello Love (Cast)
- Montage, Parte 2: Mother (Cast)
- Montage, Parte 3: Gimme the Ball (Cast)
- Nothing (Diana)
- Dance: Ten; Looks: Three (Val)
- The Music and the Mirror (Cassie)
- One (Cast)
- What I Did for Love (Diana and Cast)
- One (Reprise)/Finale (Cast)

## Produzioni

### Italia
Varie sono state le edizioni italiane, tra cui una del 1998 con la regia di Saverio Marconi della Compagnia della Rancia, avente tra i protagonisti Antonella Elia nel ruolo di Christine.
L'edizione italiana più recente del musical è quella del 2008 Prodotta dalla Compagnia della Rancia e da Giacaranda per la regia associata di Baayork Lee e Saverio Marconi, con riallestimento curato da Luis Villabon.
A Baayork Lee, coreografa e curatrice delle recenti edizioni statunitensi del musical, è ispirata la storia di Connie, uno dei personaggi di Michael Bennett.
Un'importante versione americana del musical fu portata per la prima volta nel 1986 dal produttore teatrale Peter Klein in Europa: la prima dello spettacolo ebbe luogo al Festival di Nervi di Genova, seguita da una rappresentazione in occasione del Festival Puccini di Torre del Lago dove A Chorus Line fu il primo musical rappresentato, rompendo la lunga tradizione di offrire al pubblico principalmente opere di Giacomo Puccini.

## Cast
- Scott Allen
- Renee Baughman
- Kelly Bishop
- Pamela Blair
- Wayne Cilento
- Chuck Cissel
- Clive Clerk
- Kay Cole
- Ronald Dennis
- Donna Drake
- Brandt Edwards
- Patricia Garland
- Carolyn Kirsch
- Ron Kuhlman
- Nancy Lane
- Baayork Lee
- Priscilla Lopez
- Robert LuPone
- Cameron Mason
- Donna McKechnie
- Don Percassi
- Michael Serrecchia
- Michel Stuart
- Thomas J. Walsh
- Sammy Williams
- Crissy Wilzak

## Riconoscimenti
- 1984: Tony Award speciale per musical più longevo
- 1976: Tony Award per miglior musical (al produttore Joseph Papp)
  - Tony Award per miglior libretto di musical (a James Kirkwood Jr. e Nicholas Dante)
  - Tony Award miglior colonna sonora originale (a Marvin Hamlisch, musica, e Edward Kleban, testi)
  - Tony Award miglior attrice in un musical (Donna McKechnie)
  - Tony Award miglior attore non protagonista in un musical (Sammy Williams)
  - Tony Award miglior attrice non protagonista in un musical (Carole Bishop)
  - Tony Award migliore luce (Tharon Musser)
  - Tony Award migliore coreografia (Michael Bennett e Bob Avian, aiuto coreografo)
  - Tony Award migliore regia di un musical (Michael Bennett)
- 1976: Premio Pulitzer per la drammaturgia
- 1976: Theatre World Special Award per performance d'ensemble agli attori
- 1976: Drama Desk Award per nuovo Musical originale
  - Drama Desk Award per miglior colonna sonora originale
  - Drama Desk Award per miglior attrice in un musical (Carole Bishop e Donna McKechnie)
  - Drama Desk Award miglior coreografia (Michael Bennett e Bob Avian, aiuto coreografo)
  - Drama Desk Award miglior regia di un musical (Michael Bennett)

## Adattamento cinematografico
Nel 1985 fu distribuita dalla Columbia Pictures una versione cinematografica di A Chorus Line (in italiano Chorus Line) con Michael Douglas nella parte del coreografo Zach. L'adattamento fu creato da Arnold Schulman e il regista fu Richard Attenborough. Il film fu molto controverso in quanto pesanti cambiamenti furono fatti durante la trasposizione in film, come per esempio gli elementi omosessuali della versione originale, che nel film furono molto attenuati.